# Chauvoncourt
Chauvoncourt és un municipi francès situat al departament del Mosa i a la regió del Gran Est. L'any 2007 tenia 489 habitants.

## Demografia

### Població
El 2007 la població de fet de Chauvoncourt era de 489 persones. Hi havia 188 famílies, de les quals 32 eren unipersonals (4 homes vivint sols i 28 dones vivint soles), 76 parelles sense fills, 68 parelles amb fills i 12 famílies monoparentals amb fills.
La població ha evolucionat segons el següent gràfic:
Habitants censats

### Habitatges
El 2007 hi havia 194 habitatges, 188 eren l'habitatge principal de la família i 6 estaven desocupats. 189 eren cases i 4 eren apartaments. Dels 188 habitatges principals, 170 estaven ocupats pels seus propietaris i 18 estaven llogats i ocupats pels llogaters; 1 tenia una cambra, 16 en tenien tres, 49 en tenien quatre i 122 en tenien cinc o més. 163 habitatges disposaven pel capbaix d'una plaça de pàrquing. A 69 habitatges hi havia un automòbil i a 99 n'hi havia dos o més.

### Piràmide de població
La piràmide de població per edats i sexe el 2009 era:
| Homes | Edats   | Dones |
| ----- | ------- | ----- |
| 0     | 95 o +  | 0     |
| 4     | 90 a 94 | 0     |
| 0     | 85 a 89 | 0     |
| 4     | 80 a 84 | 0     |
| 8     | 75 a 79 | 8     |
| 16    | 70 a 74 | 20    |
| 4     | 65 a 69 | 12    |
| 4     | 60 a 64 | 0     |
| 16    | 55 a 59 | 12    |
| 20    | 50 a 54 | 28    |
| 20    | 45 a 49 | 16    |
| 16    | 40 a 44 | 16    |
| 12    | 35 a 39 | 20    |
| 4     | 30 a 34 | 8     |
| 20    | 25 a 29 | 16    |
| 20    | 20 a 24 | 4     |
| 12    | 15 a 19 | 32    |
| 24    | 10 a 14 | 16    |
| 8     | 5 a 9   | 8     |
| 0     | 0 a 4   | 28    |

## Economia
El 2007 la població en edat de treballar era de 313 persones, 236 eren actives i 77 eren inactives. De les 236 persones actives 222 estaven ocupades (125 homes i 97 dones) i 14 estaven aturades (5 homes i 9 dones). De les 77 persones inactives 25 estaven jubilades, 30 estaven estudiant i 22 estaven classificades com a «altres inactius».

### Ingressos
El 2009 a Chauvoncourt hi havia 190 unitats fiscals que integraven 506 persones, la mediana anual d'ingressos fiscals per persona era de 19.702 €.

### Activitats econòmiques
Dels 27 establiments que hi havia el 2007, 2 eren d'empreses extractives, 1 d'una empresa alimentària, 1 d'una empresa de fabricació de material elèctric, 3 d'empreses de fabricació d'altres productes industrials, 3 d'empreses de construcció, 9 d'empreses de comerç i reparació d'automòbils, 1 d'una empresa d'hostatgeria i restauració, 1 d'una empresa d'informació i comunicació, 2 d'empreses financeres, 1 d'una empresa immobiliària, 2 d'empreses de serveis i 1 d'una entitat de l'administració pública.
Dels 5 establiments de servei als particulars que hi havia el 2009, 1 era un taller de reparació d'automòbils i de material agrícola, 2 tallers d'inspecció tècnica de vehicles, 1 electricista i 1 restaurant.
Dels 5 establiments comercials que hi havia el 2009, 1 era un hipermercat, 1 una fleca, 1 una botiga d'electrodomèstics i 2 floristeries.
L'any 2000 a Chauvoncourt hi havia 4 explotacions agrícoles.

## Poblacions més properes
El següent diagrama mostra les poblacions més properes.